# Aeroportul Municipal Cleveland
Aeroportul Municipal Cleveland (IATA: RNV, ICAO: KRNV, FAA LID: RNV) este un aeroport din Mississippi, Statele Unite ale Americii ce deservește zona Cleveland⁠(d). Aeroportul a fost tranzitat în 2019 de 34 de pasageri. A fost numit după zona deservită.
Situat la o altitudine de 42 m, aeroportul dispune de 1 pistă.

## Infrastructură

### Piste
Aeroportul dispune de o singură pistă. Pista 18/36 are suprafața de asfalt și dimensiunile 5.005 picioare × 75 picioare. 